# Pskovska oblast
Pskovska oblast (rusko Пско́вская о́бласть) je oblast v Rusiji v Severozahodnem federalnem okrožju. Na severu meji na Leningrajsko oblast, na vzhodu na Novgorodsko oblast, na jugovzhodu na Tversko oblast, na jugu na Smolensko oblast in na zahodu na Belorusijo, Latvijo ter Estonijo. Ustanovljena je bila 23. avgusta 1944. Ozemlje današnje Pskovske oblasti se prekriva z ozemljem srednjeveške Pskovske republike, ki si je leta 1348 priborila neodvisnost od Novgorodske republike.